# Ysabel de Tremblay
Ysabel de Tremblay, död efter 1316, var en fransk affärsidkare.
Hon var gift med Jean de Tremblay, som var en av de ledande klädeshandlarna i Paris. Han var bland annat leverantör till greven av Artois. Hennes make liksom hennes fasters make Etienne Haudry hade ämbeten hos myndigheterna i Paris. Vid sin makes död övertog hon hans företag, som var ett av de största i Paris. 
Åren 1297-1300 listades endast två procent av Paris klädeshandlare som kvinnor, och även om de i verkligheten tros ha varit fler, var Ysabel unik som ledare för ett sådant stort klädesföretag.  År 1313 taxerades både hon, hennes son och svärson som klädeshandlare, men hon taxerades för 75 livres tournois medan de andra två betalade en skatt på 18 respektive 9 livres tournois, och det var uppenbart hon som var företagets överhuvud och största delägare. Hon tillhörde därmed gruppen av de sexton största skattebetalarna i Paris borgerskap, och var den enda kvinnan i denna grupp. 
Det är bekräftat att hon innehade ett monopol för leverans av ull till kungahuset under andra halvåret 1316; eftersom dokumentation saknas för franska kungahuset i sammanhang flera år vid sidan om detta år, kan hennes monopol ha innefattat en längre period. Hon stod för leveransen av kläder till hovet för kröningen av Filip V år 1316, som användes till kläder för kungafamiljen, hovet och en rad gäster vid kröningen.